# Game Informer
Game Informer (GI) war ein zum Computerspielhändler GameStop gehörendes US-amerikanisches Videospielemagazin. Es enthielt Kritiken, Vorschauen und Artikel zu allen Spieleplattformen. Game Informer war das drittmeist verkaufte Magazin in den USA und erschien monatlich.
Im August 2024 wurde das Magazin überraschend eingestellt, die Mitarbeiter wurden kurzfristig entlassen.

## Geschichte
Das Magazin entstand im August 1991 und umfasste in der ersten Ausgabe sechs Seiten. Herausgegeben wurde es von Funcoland. Im Jahre 2000 wurde das Magazin von der Computerspiel-Einzelhandelskette Games Stop Corporation aufgekauft. Im Jahre 2009 wurde das Design der Zeitschrift sowie der Internetauftritt komplett überarbeitet. Die Auflage betrug 2012 über acht Millionen Abonnenten. Somit war das Magazin das meistverkaufte Videospiele-Magazin der Vereinigten Staaten und die dritt-auflagenstärkste Publikation. Das Magazin galt als eines der wichtigsten auf der Welt.

## Inhalt
Game Informer bestand zu großen Teilen aus Spielkritiken für die Wii, die PlayStation 3, die Xbox 360, den PC, den Nintendo 3DS und die PlayStation Vita. Des Weiteren fanden auch alte Spiele über Artikel, wie zum Beispiel Tipps etc., ihren Weg in das Magazin. Die Spiele wurden nach einem festgelegten Ranking bewertet. Dabei wurden Punkte im Wert von 1 bis 10 vergeben, wobei 10 Punkte den Maximalwert darstellen. Es haben nur 22 Spiele die Maximalpunktzahl erhalten. Mass Effect 3 ist das letzte Spiel, das mit 10 Punkten bewertet wurde.

## Website
Das Magazin ging im Jahre 1996 online und stellt täglich News und neue Artikel zur Verfügung. Im Jahre 2003 wurde die Website komplett neu gestaltet und bietet seitdem zusätzliche Inhalte für Abonnenten der Zeitschrift. Im Jahre 2009 erfolgte eine weitere Umgestaltung der Website, welche dem Design der Zeitschrift angeglichen wurde. Seitdem verfügte diese über ein einheitliches Design.
Im Rahmen der Einstellung des Magazins im August 2024 wurde auch die Website nahezu vollständig vom Netz genommen, nur ein Abschiedstext weist noch auf das Ende hin. Sämtliche Artikel, Tests und weitere Inhalte sind nicht mehr abrufbar. Auch der X-Kanal von Game Informer ist nicht mehr verfügbar, seit die Mitarbeiter dort einen Abschiedspost veröffentlicht hatten.